# Lilium longiflorum
El lirio de Pascua o azucena de trompeta (Lilium longiflorum) es una planta bulbosa nativa de Japón y de las Islas Ryukyu.

## Descripción
Crece hasta un metro de alto. En época de floración posee flores con forma de trompeta, blancas y fragantes.
Una variedad de ella, L. longiflorum var. eximium, nativa de las Islas Ryukyu, es más alta y más vigorosa. Es extendidamente cultivada como flor de corte. Tiene un periodo irregular de floración en su estado natural, lo que es explotado en la cultivación, permitiendo ser forzada a florecer en periodos particulares. Existe una variedad algunas veces llamada Lirio de Bermuda pues es muy cultivada en Bermuda.
Antes de la Segunda Guerra Mundial, la mayoría de estos lirios llegaban a Estados Unidos como bulbos, importados desde Japón. Después del ataque a Pearl Harbor, el suministro de bulbos terminó, lo que la hizo muy valorada en los Estados Unidos.
Lilium longiflorum, como algunos otros tipos de lirios, son venenosos para los gatos.

## Variedades y sinonimia
var. longiflorum. De Japón hasta Filipinas.
- Lilium madeirense T.E.Bowdich, Exc. Madeira: 36 (1825).
- Lilium speciosissimum Baxter in J.C.Loudon, Hort. Brit., Suppl. 2: 645 (1839).
- Lilium liukiu Siebold, Rev. Hort. 1845-1846: 224 (1845).
- Lilium eximium Courtois ex Spae, Mém. Couronnés Mém. Savants Étrangers Acad. Roy. Sci. Bruxelles (4.º) 19(5): 14 (1847), nom. illeg.
- Lilium jama-juri Siebold & de Vriese in W.H.de Vriese, Tuinb.-Fl. 1: 320 (1855).
- Lilium abchasicum Baker, J. Linn. Soc., Bot. 14: 230 (1874).
- Lilium takesima Baker, J. Linn. Soc., Bot. 14: 230 (1874).
- Lilium harrisii Carrière, Rev. Hort. 1883: 211 (1883).
- Lilium japonicum var. insulare (Mallett) Makino & Nemoto, Fl. Japan, ed. 2: 1553 (1931).

var. scabrum Masam., Trans. Nat. Hist. Soc. Formosa 26: 218 (1936). De Taiwán.